# Mrs. Miniver
Mrs. Miniver is een Amerikaanse film uit 1942 onder regie van William Wyler. De film is gebaseerd op het gelijknamige boek van Jan Struther. Greer Garson, Walter Pidgeon en Teresa Wright spelen de hoofdrollen. De film werd genomineerd voor twaalf Oscars en won er zes.
Garson en acteur Richard Ney werden tijdens het maken van de film verliefd op elkaar. Ney was elf jaar jonger dan Garson en speelde in de film haar zoon. Nadat de film uitkwam, trouwden ze.

## Achtergrond
Regisseur William Wyler wilde het publiek met de neus op de feiten drukken. De Tweede Wereldoorlog was destijds al jaren gaande in Europa, maar de cinema van de Verenigde Staten hield zich daar nauwelijks mee bezig. Er zijn weliswaar geen veldslagen of andere legerscènes te zien, maar de film houdt zich wel bezig met de Britse burgers ten tijde van de Tweede Wereldoorlog.
Norma Shearer was de eerste keus voor de titelrol. Nadat zij deze afsloeg, accepteerde Garson de rol. Ze deed dat met tegenzin, aangezien zij de rol eigenlijk niet wilde. De studio gebruikte haar contract als dwangmiddel. Toen ze de Oscar won, hield ze een toespraak die 5,5 minuten duurde. Daarmee zette ze een record.
De film bracht in Noord-Amerika meer dan 5.000.000 dollar op en in de rest van de wereld een bedrag van nog ongeveer 3.500.000 dollar. De winst was destijds de hoogste die een film ooit opbracht, op Gone with the Wind (1939) na. De acteurs werden geprezen om hun acteerprestaties, maar enkele details in de film werden aangevallen. De familie Miniver zou een familie uit de middenklasse zijn, maar Clem heeft een redelijk groot privéjacht. Menig criticus vond de film te veel weg hebben van een soapserie.

## Verhaal
De film richt zich op een Britse familie die een comfortabel leventje leidt in de nabijheid van de Theems. Kay Miniver is de echtgenote van Clem Miniver. Samen hebben ze drie kinderen, waaronder de volwassen Vin. Vin is zojuist geslaagd aan Oxford en besluit piloot te worden in het leger. Hij wordt verliefd op de aantrekkelijke Carol Beldon. Carol is de kleindochter van Lady Beldon, een rijke en verwaande aristocrate. Al snel trouwen Vin en Carol met elkaar.
Ondertussen begint de oorlog te naderen. Ze krijgen te maken met bombardementen uit Duitsland, maar laten zich niet kennen en vluchten niet. Vin wordt piloot bij de Royal Air Force. Hij wordt overgeplaatst naar een basis vlak bij zijn ouderlijk huis. Clem levert zijn bijdrage, wanneer hij meehelpt aan Operatie Dynamo. Mrs. Miniver blijft als enige thuis achter en weet zich geen raad als ze een gewonde Duitse soldaat aantreft in haar tuin.

## Rolverdeling
| Acteur             | Personage           |
| ------------------ | ------------------- |
| Greer Garson       | Mrs. Miniver        |
| Walter Pidgeon     | Clem Miniver        |
| Teresa Wright      | Carol Beldon        |
| Dame May Whitty    | Lady Beldon         |
| Reginald Owen      | Foley               |
| Henry Travers      | Mr. Ballard         |
| Richard Ney        | Vin Miniver         |
| Henry Wilcoxon     | Vicar               |
| Christopher Severn | Toby Miniver        |
| Brenda Forbes      | Gladys (dienstmeid) |
| Clare Sandars      | Judy Miniver        |

## Prijzen en nominaties
- Academy Award voor Beste Film - Gewonnen
- Academy Award voor Beste Actrice (Greer Garson) - Gewonnen
- Academy Award voor Beste Vrouwelijke Bijrol (Teresa Wright) - Gewonnen
- Academy Award voor Beste Camerawerk (Joseph Ruttenberg) - Gewonnen
- Academy Award voor Beste Regisseur (William Wyler) - Gewonnen
- Academy Award voor Beste Scenario (George Froeschel, James Hilton, Claudine West, Arthur Wimperis) - Gewonnen
- Academy Award voor Beste Acteur (Walter Pidgeon) - Genomineerd
- Academy Award voor Beste Mannelijke Bijrol (Henry Travers) - Genomineerd
- Academy Award voor Beste Vrouwelijke Bijrol (Dame May Whitty) - Genomineerd
- Academy Award voor Beste Speciale Effecten - Genomineerd
- Academy Award voor Beste Montage (Harold F. Kress) - Genomineerd
- Academy Award voor Beste Geluid (Douglas Shearer) - Genomineerd